# 山森大輔 (俳優)
山森 大輔（やまもり だいすけ、1980年9月1日 - ）は日本の俳優。東京都出身。文学座所属。

## 人物・略歴
2005年、文学座研究所に入る（第45期）。2008年に準座員1年、2010年に座員となる。舞台を中心に活躍中。

## 主な出演

### 舞台
- 「若草物語」（デビュー作）
- 「オットーと呼ばれる日本人」
- 「トムは真夜中の庭で」
- 笛井事務所第6回公演「愛の眼鏡は色ガラス」（座・高円寺2、2016年4月13日 - 15日） - 男 役
- 「インヘリタンス-継承-」[1]
- 「ふくすけ 2024 -歌舞伎町黙示録-」[2]
- 「白衛軍 The White Guard」[3]
- 「もうひとりのわたしへ」[4]
- 「野良豚 Wild Boar」[4]

### テレビドラマ
- 遺留捜査（2011年、テレビ朝日 / 東映）
- 図書館戦争 ブック・オブ・メモリーズ（2015年10月5日、TBS）
- 孤独のグルメ Season7 第12 話 （2018年6月30日、テレビ東京）  - サラリーマン客 役

### ラジオドラマ
- 青春アドベンチャー（NHK-FM）
  - 「夜露姫」（2018年6月4日 - 15日）[5]